# Jørn Utzon

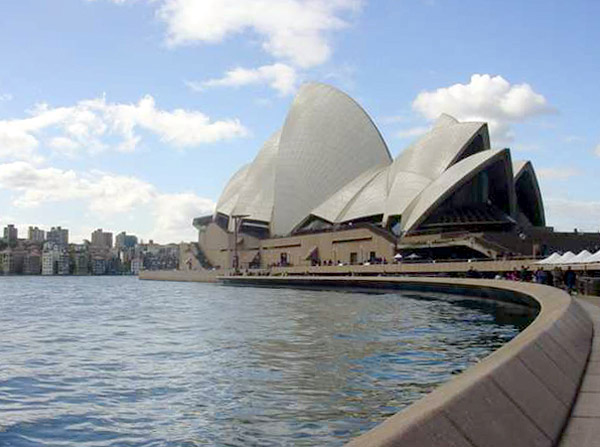
J. Utzon: Opera w Sydney

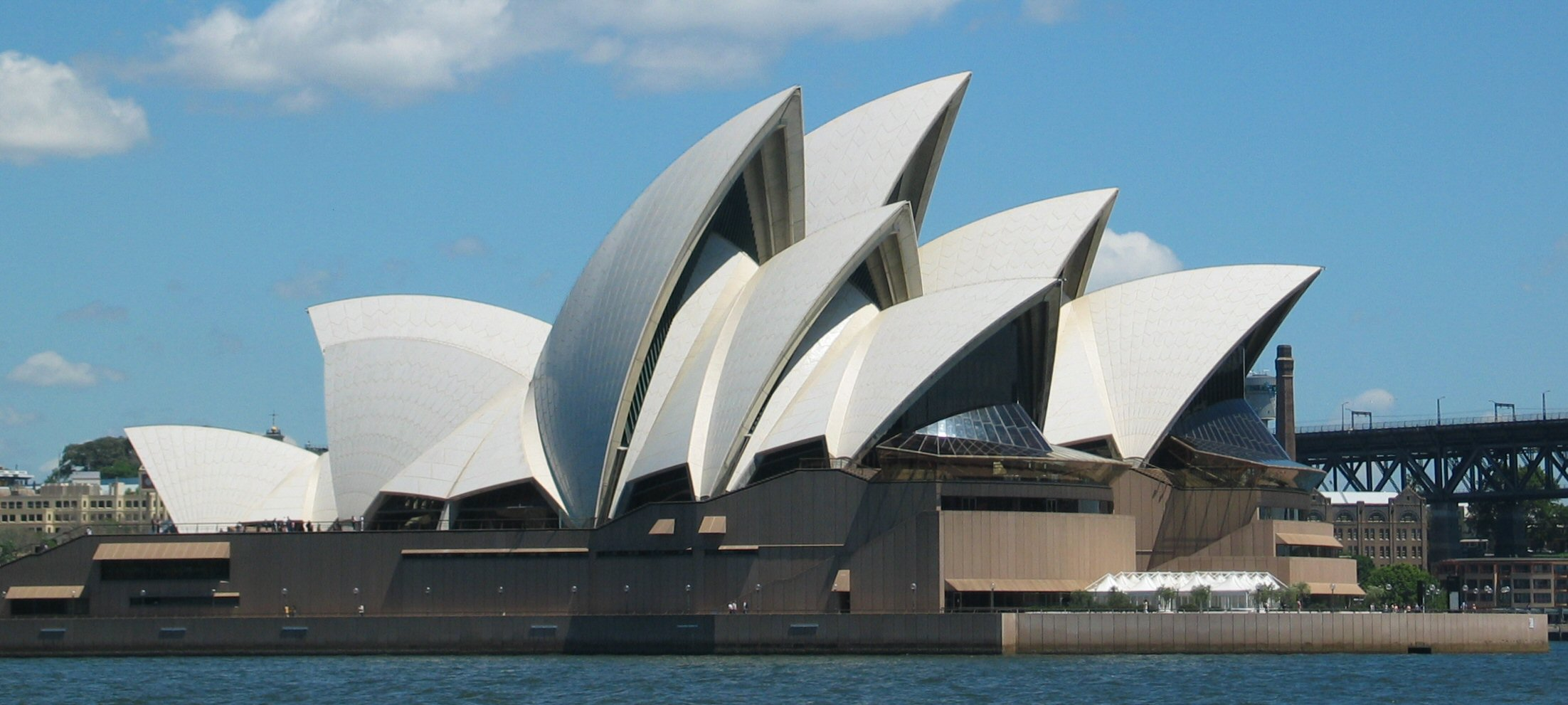
Opera w Sydney

Jørn Oberg Utzon (ur. 9 kwietnia 1918 w Kopenhadze, zm. 29 listopada 2008 w Helsingør) – duński architekt modernistyczny, laureat Nagrody Pritzkera z 2003, znany przede wszystkim jako autor Opery w Sydney.

## Młodość
Jørn Utzon był synem budowniczego jachtów Aage Utzona i Estrid Utzon. Uczęszczał do prywatnej szkoły o profilu matematyczno-przyrodniczym. W 1930 Utzonowie zwiedzili w Sztokholmie wystawę Stockholmutstalingen, na której poznali modernistyczne idee lekko urządzonych, dobrze nasłonecznionych i przewietrzanych mieszkań. Rodzina wkrótce urządziła mieszkanie według nowych zasad, dzieciom kupiono rowery, aby zaznały ruchu na świeżym powietrzu. Jørn pomagał ojcu przy rysunkach konstrukcyjnych i budowie modeli. W latach 30. uczęszczał na lekcje rysunku odręcznego u Poula Schrødera. Ukończywszy szkołę, chciał zostać oficerem marynarki, lecz nie został przyjęty do akademii. W 1937 rozpoczął studia architektoniczne w Kopenhadze. W 1942 został współpracownikiem Paula Hedqvista w Sztokholmie, gdzie do 1945 studiował u Gunnara Asplunda, w 1946 Alvara Aalto, a następnie Franka L. Wrighta.

## Kariera
W 1950 Utzon założył własne biuro architektoniczne w Kopenhadze i stał się znany głównie dzięki architekturze mieszkaniowej. Na jego projekty zwrócono uwagę dzięki swobodnemu i płynnemu, a zarazem przemyślanemu funkcjonalnie rozplanowaniu jednoprzestrzennych wnętrz. Krytycy doceniali też poetyckie traktowanie formy architektonicznej. W 1957 wygrał konkurs na operę w Sydney, lecz ze względu na przekroczenie kosztów odebrano mu prawo nadzoru nad inwestycją. Dopiero znacznie później, gdy opera stała się jednym z symboli Australii, doceniono Utzona, nadając mu m.in. w 1985 Order of Australia i w 2003 doktorat honoris causa Uniwersytetu w Sydney.
W latach 60. Utzon pracował nad projektami urbanistycznymi, osiedlami mieszkaniowymi oraz wziął udział w wielu konkursach na prestiżowe obiekty użyteczności publicznej.
Jørn Utzon po przejściu na emeryturę mieszkał na Majorce.

## Odznaczenia
- Medal Księcia Eugeniusza (1973)[1]
- Honorowy Towarzysz (ang. Honorary Companion) Orderu Australii (1985)[2]

## Główne dzieła
- dom własny, 1952
- wieża wodna w Svaneke na Bornholmie, 1952
- opera w Sydney, 1957–1973
- osiedle Planetstaden w Lund, 1958
- osiedle Kingohusene w Helsingør, 1960
- Melli-Bank w Teheranie, 1963
- budynek rady parlamentarnej w Kuwejcie, 1972–1987 (razem z synem, Janem Utzonem)
- kościół Bagsværd w Kopenhadze, 1976